# Lilla Eketången
Lilla Eketången är en sjö i Vara kommun i Västergötland och ingår i Göta älvs huvudavrinningsområde. Sjön ligger omkring 500 meter nordöst om Lidan..